# Đường Lê Văn Lương, Hà Nội
Lê Văn Lương dài 2km, rộng 24m, có 4 làn xe. Phố Lê Văn Lương kéo dài từ ngã tư Lê Văn Lương - Láng Hạ đến ngã tư Lê Văn Lương - Tố Hữu. Đường Lê Văn Lương là một con đường huyết mạch của Hà Nội. Đường Lê Văn Lương còn nằm trong trục hoạt động BRT Kim Mã - Yên Nghĩa. Đường Lê Văn Lương nằm trên trục nối Vành đai 2 với Vành đai 3 cùng các con đường Nguyễn Trãi, Trần Duy Hưng, Cầu Giấy, Xuân Thủy, Hoàng Quốc Việt, Nguyễn Hoàng Tôn, An Dương Vương. Đường Lê Văn Lương nằm tại khu vực trung tâm mới của Hà Nội do có Khu đô thị lớn nhất Hà Nội hiện nay. Đường Lê Văn Lương là một con đường có quá nhiều cao ốc ở Hà Nội dẫn đến tình trạng ùn tắc giao thông kéo dài liên tục vào giờ cao điểm. Đường Lê Văn Lương có những tuyến đường bổ trợ lưu lượng giao thông là Trần Duy Hưng, Nguyễn Trãi, Cầu Giấy, Nguyễn Hoàng Tôn, Kim Giang. Đường Lê Văn Lương là một con đường có mật độ thuộc loại cao nhất Hà Nội, có trung bình 36.000 ô tô và 233.000 xe máy mỗi ngày, đứng sau: Cầu Bươu, Cầu Tó, Kim Giang, Nguyễn Chí Thanh, Kim Mã, Xuân Thủy, Cầu Lủ, Cầu Định Công, Cầu Đền Lừ, Hồ Tùng Mậu, Chùa Bộc, Thái Hà, La Thành, Nguyễn Hữu Thọ. Đường Lê Văn Lương cấm taxi vào giờ cao điểm, còn lại cho phép toàn bộ phương tiện di chuyển trừ xe bồn và container. Đường Lê Văn Lương có những nhà chờ BRT: Hoàng Đạo Thuý, Nguyễn Tuân. Đường thuộc địa bàn phường Trung Hòa, quận Cầu Giấy và phường Nhân Chính, quận Thanh Xuân.